# لولوخورخوره ۲
لولوخورخوره ۲ یا بوگی من ۲ (انگلیسی: Boogeyman 2) فیلمی در ژانر ترسناک و اسلشر به کارگردانی جف بتانکورت است که در سال ۲۰۰۷ منتشر شد.

## خلاصه داستان
زن جوانی تلاش می‌کند با رفتن به یک مرکز روان درمانی، فویبایی که از موجودی افسانه‌ای بنام «بوگی‌من» (هیولایی ترسناک که در برخی جوامع برای ترساندن کودکان از آن استفاده می‌کنند) دارد را درمان کند، اما وقتی به آنجا می‌رسد متوجه می‌شود هم‌اکنون با بزرگ‌ترین ترسش، درون آن ساختمان به دام افتاده‌است…

## بازیگران
- می ویتمن
- توبین بل
- رنی اوکانر
- دیوید گلگر
- تام لنک
- مت کوئن
- جانی سیمونز